# 独山州长官司
独山州长官司，元朝时置，治所在今贵州省独山县南，属新添葛蛮安抚司。明朝洪武十六年（1383年）改九名九姓独山州长官司。